# Shirley Graham Du Bois
Shirey Graham Du Bois (nascuda amb el nom de Lola Shirley Graham Jr. a Evansville, Indiana, 11 de novembre de 1896 - Beijing, Xina, 27 de març de 1977) fou una escriptora, dramaturga, compositora i activista pels drets dels afroamericans estatunidencs. El 1951 es va casar amb l'escriptor i activista W.E.B. Du Bois, a qui havia conegut quan tenia tretze anys. El 1961 la parella va obtenir la ciutadania de Ghana després que hi emigressin. Shirley va guanyar els premis Messner i Anisfield-Wolf.

## Vida
Shirley Graham va néixer a prop d'Evansville (Indiana), filla de David i Etta Graham. El seu pare era un pastor de l'església metodista episcopaliana africana pel que van viure en molts llocs dels Estats Units com Chicago, Detroit, Nova Orleans i Nashville. Shirley Graham va estudiar música a l'església i va acabar els seus estudis secundaris a Spokane (Washington) abans d'anar a viure a Seattle SuperSonics, on es va casar amb Shadrack T. McCants el 1921, de qui va tenir dos fills que va criar ella sola després que es divorciessin el 1927.
Tot i ser mare, va estudiar música a la Universitat de Howard i a la Universitat de la Sorbona. El 1934 es va graduar en estudis musicals, el 1935 va obtenir un màster en història de la música a l'Oberlin College. Fou en aquest moment quan va escriure l'obra Tom-Tom que posteriorment va convertir en una òpera que explicava la història de la música afroamericana.
Després de graduar-se va ensenyar a l'Institut Estatal Agrícola i Industrial de Tennessee i després fou directora de la divisió negra de l'Escola de Teatre Federal de Chicago.
Entre el 1938 i el 1940 va estudiar a l'Escola de Teatre de Yale.
Des del 1936 va començar a enviar-se cartes amb W.E.B. Du Bois, cosa que faria que esdevingués una activista pels drets dels afroamericans. Al 1951, després de la mort de la primera dona de Du Bois, Shirley es va casar amb ell tot i que era gairebé 30 anys més jove. En aquell moment l'únic fill de Shirley que havia sobreviscut, David, va posar-se el cognom de Du Bois.
A finals de la dècada de 1940 Graham va esdevenir membre de l'organització de dones afroamericanes Sojourners for Truth and Justice i del Partit Comunista dels Estats Units d'Amèrica.
Shirley Graham va abandonar amb el seu marit els Estats Units perquè aquest era perseguit amb l'acusació de ser comunista l'any 1961 i van anar a viure a Ghana. En aquest país els dos van treballar en el projecte de l'Encyclopedia Africana que volia documentar tota l'experiència negra però William va morir el 1963 abans d'acabar-lo. Shirley, llavors va treballar a la televisió de Ghana abans de mudar-se a Egipte degut al cop d'estat de Ghana. En aquest país exercí de periodista com el seu fill David. El 1973 va enviar els documents de WEB Du Bois a la Universitat de Massachusetts, de la que al 1974 en va esdevenir professora visitant d'escriptura creativa. El seu fill David també fou professor de periodisme i d'estudis afroamericans a la mateixa universitat.
Shirley va morir a Beijing, on havia anat per a tractar-se del càncer que patia a l'edat de 80 anys. El 1988 el seu fill David va portar les seves restes a Ghana perquè reposés amb el seu marit.

## Obra
Quan estudiava a l'Oberlin College va escriure l'obra Tom-Tom: An Epic of Music and the Negro que posteriorment va convertir en una òpera que explicava la història de la música afroamericana i dels afroamericans des de l'esclavitud a la llibertat. Aquesta fou estrenada el 1932 per la Companyia de l'Òpera de Cleveland. Aquesta 10.000 persones van anar a la primera representació d'aquesta obra i 15.000 a la segona, que es van fer al Cleveland Stadium.
Entre finals de la dècada de 1930 i inicis de la dècada de 1940 va escriure diverses obres teatrals de text i musicals. Entre elles destaca It's Morning, que explica la història d'una dona esclava que va matar a la seva filla per lliurar-la de l'esclavitud. Segons el Oxford Companion to African-American Literature, les seves obres de teatre són Deep Rivers (musical del 1939), It's Morning (1940), I Gotta Home (un drama en un acte de 1940), Track Thirteen (ràdio-comèdia de 1940), Elijah's Raven (comèdia en tres actes de 1941) i Dust to Earth (comèdia en tres actes de 1941).
El 1944 va començar a escriure obres de no-ficció. Va escriure biografies d'afroamericans destacats com Booker T. Washington (1955), Paul Robeson (1946) i Frederick Douglass (1947). Posteriorment escriuria altres biografies de personalitats africanes com Gamal Abdel Nasser (1972) i Julius Nyerere (1975). En destaca la biografia del seu marit, W.E.B. Du Bois, His Day Is Marching On: A Memoir of W.E.B. Du Bois (1971). Una de les seves últimes novel·les, Zulu Heart (1974) inclou retrats dels blancs de Sud-àfrica durant els conflictes racials.
Al 1976 es va editar una compilació de la correspondència de Shirley amb W.E.B. Du Bois en tres volums editada per Herbert Aptheker, Correspondence of W.E.B. Du Bois.
A mitjans de la dècada de 1970 va iniciar el seu últim tribut a W.E.B. Du Bois, Du Bois: A Pictorial Biography, que seria editat després de la seva mort el 1978.
Shirley Graham Du Bois és el subjecte de l'obra Race Woman: The Lives of Shirley Graham Du Bois de Gerald Horne.

## Citacions
"We are a race of artists. What are we doing about it?" ("nosaltres som una raça d'artistes. Que fem sobre això?")
 – "Towards an American Theatre," Arts Quarterly, October–December 1937.

## Obres

### Biografies per a joves lectors
- with George D. Lipscomb, Dr. George Washington Carver, Scientist, Nova York: Julian Messner, 1944, (ISBN 978-0671325107)
- Paul Robeson, Citizen of the World, 1946;guanyador del premi Anisfield-Wolf; Connecticut: Greenwood Press, reeditada el 1972
- Your Most Humble Servant: Benjamin Banneker, Nova York: Julian Messner, 1949
- The Story of Phillis Wheatley: Poetess of the Revolution, Nova York: Julian Messner, 1949
- The Story of Pocahontas, Nova York: Grosset & Dunlap, 1953
- Jean Baptiste Pointe duSable: Founder of Chicago (1953)
- Booker T. Washington: Educator of Head, Hand and Heart, Nova York: Julian Messner, 1955
- His Day Is Marching On: A Memoir of W.E.B. Du Bois, Nova York: Lippincott, 1971
- Julius K. Nyerere, Teacher of Africa, Nova York: Julian Messner, 1975
- Du Bois: A Pictorial Biography, Johnsons, 1978

### Novel·les
- There Once Was a Slave (1947), novel·la històrica sobre la vida de Frederick Douglass que va guanyar el premi Messner
- Zulu Heart, New York: Third Press, 1974